# Karel Kula
Karel Kula (Třinec, 10 agosto 1963) è un ex calciatore ceco, fino al 1992 cecoslovacco, di ruolo centrocampista.

## Carriera

### Club
Cresce nel Baník Ostrava, trasferendosi al Dukla Banská Bystrica nel 1982. Due anni dopo ritorna ad Ostrava, città nella quale rimane fino al 1991 portando a casa tre Coppe Rappan (1985, 1987, 1989), una Coppa Mitropa (1989), l'unica edizione della Supercoppa Mitropa (1989) e una Coppa nazionale (1991). Nel 1991 si trasferisce in Germania, ritornando in patria solo nel 1995, quando la Cecoslovacchia si è sciolta e Kula ha preso la cittadinanza ceca. Nel 1995 passa alla squadra della sua città natale, prima di chiudere la carriera da dove aveva iniziato, ad Ostrava. Con il Baník totalizza 209 presenze e 27 gol in campionato.

### Nazionale
Esordisce il 5 giugno 1985 contro la Svezia (2-0). Tra il 1985 e il 1992 colleziona 40 presenze e 5 reti con la Cecoslovacchia.

## Palmarès

### Club

#### Competizioni nazionali
- Coppa di Cecoslovacchia: 1

Baník Ostrava: 1990-1991

#### Competizioni internazionali
- Coppa Piano Karl Rappan: 3

Baník Ostrava: 1985, 1987, 1989
- Coppa Mitropa: 1

Baník Ostrava: 1988-1989
- Supercoppa Mitropa: 1

Baník Ostrava: 1989

#### Individuale
- Capocannoniere della Supercoppa Mitropa: 1

1989 (1 gol) a pari merito con Petr Škarabela, Radim Nečas, Francis Severeyns, Davide Lucarelli, Giuseppe Incocciati, Radek Basta